# كازومي تاباتا
كازومي تاباتا هو لاعب كاراتيه ياباني، ولد في 1943.